# José Minni
José Minni (nacido el 29 de mayo de 1932 en Rosario) es un exfutbolista argentino. Se desempeñaba como mediocampista y debutó profesionalmente en Rosario Central, club del que luego fue entrenador.

## Carrera
Se desempeñaba preferentemente como mediocampista central; su debut en la primera división canalla sucedió el 22 de julio de 1951, en cotejo válido por la 15.ª fecha del Campeonato de Primera B 1951; el entrenador de Central era Mario Fortunato, y el resultado favoreció a los de Arroyito por 4-1. Central había perdido la categoría el año anterior tras una sangría de futbolistas, pero logró reponerse rápidamente coronándose en la segunda categoría en ese mismo 1951 y logrando de esta forma el ascenso a Primera División. El aún joven Minni disputó solo dos encuentros en el torneo.
Con el retorno a la máxima categoría, Minni ganó titularidad, disputando 27 partidos de los 30 de su equipo, flanqueado en el mediocampo por un histórico del club que daba sus últimos pasos como futbolista, Alfredo Fógel. También ese año marcó su primer gol; fue en la igualdad en dos tantos ante Racing Club en Arroyito, el 26 de noviembre.

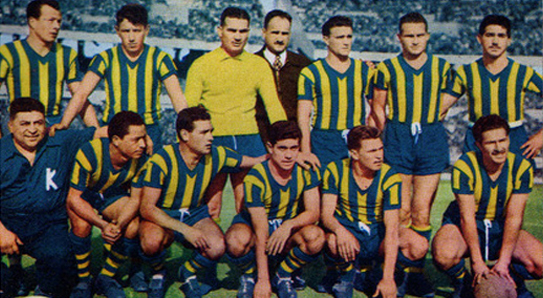
Rosario Central 1954. Parados: Ángel Zof, Miguel La Rosa, Pedro Botazzi, Federico Vairo, Juan Carlos Miranda, José Minni; hincados: Antonio Gauna, Humberto Rosa, Oscar Massei, Raúl Gómez, Juan Portaluppi.

Continuó siendo habitual titular en las siguientes temporadas; entre 1957 y 1959, sus últimos tres años en el canalla, conformó una reconocida línea media junto a Carlos Álvarez y Miguel La Rosa. En nueve temporadas defendiendo la casaca auriazul, Minni disputó 194 encuentros y marcó 9 goles.
Sus buenas actuaciones atrajeron la atención de Independiente, quien lo incorporó en 1960. Si bien no tuvo mayor participación, Minni integró el equipo campeón del torneo de ese año.
Prosiguió su carrera en el Campeonato de Primera B, primeramente en Unión de Santa Fe entre 1961 y 1963. Luego cerró su participación como profesional en Central Córdoba de Rosario, en la temporada 1964.

### Como entrenador
Poco después de su retiro, Minni tomó la conducción del primer equipo de Rosario Central de forma interina, remplazando a Manuel Giúdice a mediados del Campeonato de 1966; su debut fue por la fecha 20, el 24 de julio ante River Plate en el Estadio Monumental, igualando 1-1 (gol de Aldo Pedro Poy para la Academia).
Se mantuvo en el cargo hasta la primera fecha del Metropolitano 1967, cuando el puesto fue tomado en forma definitiva por Miguel Ignomiriello. 
Dirigió un total de 20 partidos, ganando 6, empatando 8 y perdiendo 6. Su victoria más resonante fue la obtenida en el clásico rosarino disputado el 6 de noviembre de 1966 en el Parque, favoreciendo el resultado a Central por 2-0, goles de Héctor Pignani y Aldo Poy.

## Clubes como futbolista
| Club                       | País      | Año       |
| -------------------------- | --------- | --------- |
| Rosario Central            | Argentina | 1951-1959 |
| Independiente              | Argentina | 1960      |
| Unión (Santa Fe)           | Argentina | 1961-1963 |
| Central Córdoba de Rosario | Argentina | 1964      |

## Palmarés
| Equipo          | País      | Título           | Año  |
| --------------- | --------- | ---------------- | ---- |
| Rosario Central | Argentina | Primera B        | 1951 |
| Independiente   | Argentina | Primera División | 1960 |